# Akpes jezici
Akpes jezici, jedna od skupina benue-kongoanskih jezika koja obuhvaća tek jedan-jedini i istoimeni jezik akpes iz Nigerije kojim se služi oko 10.000 ljudi u državi Ondo. Ima nekoliko dijalekata.

## Vanjske poveznice
- Ethnologue (14th)
- Ethnologue (15th)